# Hézelon van Luik

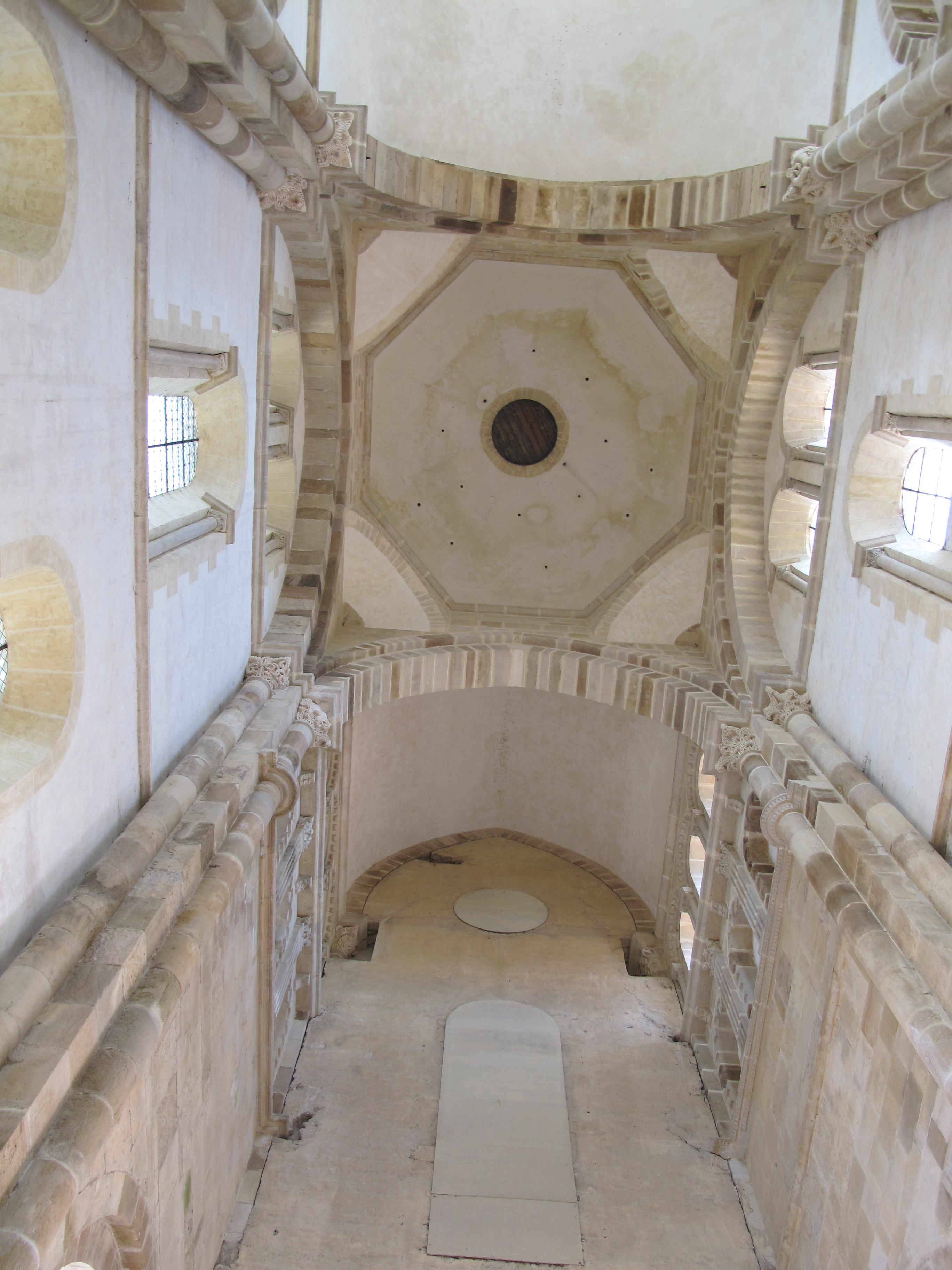
Transept en sluitstuk van de abdijkerk van Cluny

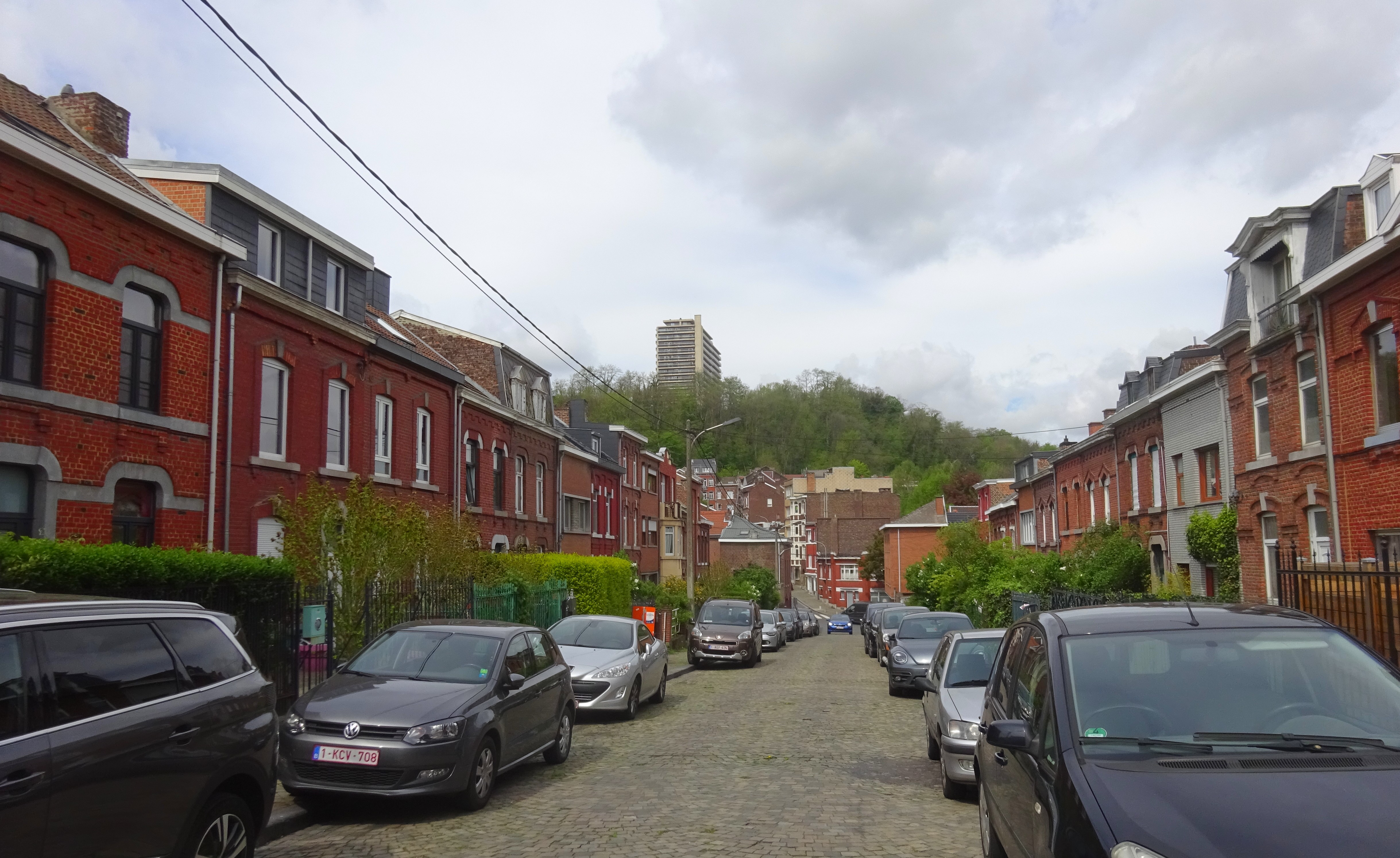
De Rue Hézelon of Hézelonstraat in Luik (België)

Hézelon van Luik (eind 11e eeuw – begin 12e eeuw) was kanunnik in het prinsbisdom Luik, maar is beter bekend als de monnik-architect van de fase III-bouw van de abdij van Cluny.

## Levensloop
De twee oudste bronnen over Hézelon zijn een brief en een tekst. De brief is van de hand van Petrus Venerabilis, abt van Cluny, aan de bisschop Luik, Albero II; de brief dateert van de jaren 1135-1145, het pontificaat van Albero II. Een tweede bron is een tekst (1121) van Hildebert, bisschop van Le Mans in de biografie over Hugo van Semur, ook genoemd Hugo van Cluny, abt van Cluny. Hugo van Cluny was de abt die de bouw van fase III van Cluny organiseerde in 1088.
Hézelon was een zoon van Cono, graaf van Burg Oltigen, heden in de gemeente Radelfingen in het Zwitserse kanton Bern. Hézelon was een neef van Koenraad I, graaf van Luxemburg. Tevens was hij verwant met paus Calixtus II, die zelf verwant was met het grafelijk huis van Bourgondië in het Heilige Roomse Rijk.
In zijn jonge jaren was Hézelon kanunnik in Luik. Mogelijks zetelde hij in het bisschoppelijk kapittel van de Sint-Lambertuskathedraal, zo niet in een van de zeven kapittels die de bisschopsstad rijk was. Hézelon bekwaamde zich in de wiskunde en de architectuur, wat destijds één discipline was. Hij behaalde daarnaast de graad van doctor in de theologie – de bronnen preciseren niet aan welke universiteit – waaruit historici afleidden dat hij doceerde in het prinsbisdom Luik.
Zo is het niet uitgesloten dat Hézelon ook doceerde aan de abdijschool van Cluny. Zoals ook met andere kanunniken gebeurde in Luik, zo legde Hézelon zijn gelofte af als benedictijner monnik.
Hij trad vervolgens in als monnik in de abdij van Cluny. In 1088 startte abt Hugo van Cluny met een reusachtig bouwproject. Dit bouwproject, genoemd fase III van Cluny, moest een van de grootste kerken van het westers christendom worden. De afmetingen van de nieuwe kerk waren voor die tijd gigantisch. Abt Hugo vertrouwde de belangrijke taak van architect toe aan Hézelon. Hézelon hield zich niet alleen bezig met de bouwplannen uit te rekenen en te tekenen. Hij zocht ook geld bij diverse heersers in het Heilige Roomse Rijk.

## Eerbetoon
Eén straat in Wallonië draagt de naam van deze Luikse architect: de Rue Hézelon in Luik.